# Ungenach
Ungenach  är en ort och kommun i Österrike. Den ligger i distriktet Vöcklabruck i förbundslandet Oberösterreich, 200 kilometer väster om huvudstaden Wien. 
Kommunen består av 31 orter (Ortschaften) (inom parentes invånarantal 1 januari 2024):

- Ainwalding (59)
- Billichsedt (85)
- Brunau (28)
- Brunngstaudet (25)
- Dornet (132)
- Engelsheim (52)
- Fuchsberg (13)
- Grillmoos (27)
- Haag (15)
- Hocheck (10)
- Hochmoos (45)
- Jocheredt (50)
- Kellner (59)
- Kirchholz (49)
- Kochberg (106)
- Kronberg (8)
- Mittereinwald (30)
- Mitterschlag (58)
- Mösl (25)
- Natternberg (78)
- Obereinwald (59)
- Oberleim (94)
- Pohn (64)
- Pohnedt (32)
- Rametsberg (16)
- Reichering (17)
- Ungenach (180)
- Unterleim (10)
- Vorderschlag (13)
- Zahnhof (14)
- Zehentpoint (31)